# King Lear (1983)
King Lear (Brasil: Rei Lear ) é um telefilme britânico de 1983 dirigido por Michael Elliott estrelando Laurence Olivier no papel-título. O filme é baseado na obra de William Shakespeare de mesmo nome.

## Sinopse
Lear (Laurence Olivier), idoso rei da Bretanha, é fadado à tragédia ao rejeitar sua esposa e decidir que não será mais corrupto e que não irá tolerar mais os caprichos de seus filhos. Decide dividir o reino entre seus três filhos egoístas.

## Elenco
- Laurence Olivier ... King Lear
- Colin Blakely ... Kent
- Anna Calder-Marshall ... Cordelia
- Jeremy Kemp ... Cornwall
- Robert Lang ... Albany
- Robert Lindsay ... Edmund
- Leo McKern ... Gloucester
- David Threlfall ... Edgar
- Dorothy Tutin ... Goneril
- John Hurt ... The Fool
- Diana Rigg ... Regan
- Brian Cox ... Burgundy
- Edward Petherbridge ... France
- Geoffrey Bateman ... Oswald